# Agathis arida
Agathis arida är en stekelart som beskrevs av Vladimir Ivanovich Tobias 1963. Agathis arida ingår i släktet Agathis och familjen bracksteklar. Inga underarter finns listade i Catalogue of Life.